# ヴァイオリン協奏曲第5番 (ヴュータン)
ヴァイオリン協奏曲第5番イ短調『ル・グレトリ』（Le Grétry ）作品37は、アンリ・ヴュータンが作曲したヴァイオリン協奏曲。 第4番と共に親しまれている。

## 概要
ヴュータンのヴァイオリン協奏曲は完成されたものでは6曲あり、第7番も作曲されたが未完のまま遺作となってしまった。後に第7番は弟子のフバイが完成させた。ヴァイオリン協奏曲第5番は、元来1861年にブリュッセル音楽院の卒業試験の課題曲として作曲され、1878年にパリ音楽院の卒業試験の課題曲用に改訂された。課題曲という性格からきているのか、名人芸な高度な技巧を要求される作品で、古今のヴァイオリニストたちが好んで取り上げてきた。現在は第4番と共に親しまれている作品となっており、演奏されることが多い。副題の「ル・グレトリ」は、アダージョの部分でグレトリのオペラ「ルシール Lucile」中の旋律が用いられていることによる。

## 編成
フルート、オーボエ2、クラリネット2、ファゴット2、ホルン2、トランペット2、ティンパニ、弦五部。

## 構成
単一楽章の構成で、急－緩－急の3つの部分から成っている。演奏時間は約20分。
- アレグロ・ノン・トロッポ
- アダージョ
- アレグロ・コン・フォーコ

長い序奏のあと、独奏ヴァイオリンが上昇音型を奏でながら登場する。そして独奏ヴァイオリンがロマンティックな旋律を歌い上げる。アレグロ・ノン・トロッポの最後の部分には長大なカデンツァが置かれている。アダージョは、独奏ヴァイオリンが憂いを帯びた旋律を情感豊かに歌い、憧れに満ちた旋律が一瞬現れる。後半は長調に転じ、その憧れに満ちた旋律が堂々と奏でられる。アレグロ・コン・フォーコに入ると独奏ヴァイオリンが激しいパッセージを一気に弾き切る。